# 馬佐爾峰
39°48′N 2°48′E / 39.800°N 2.800°E

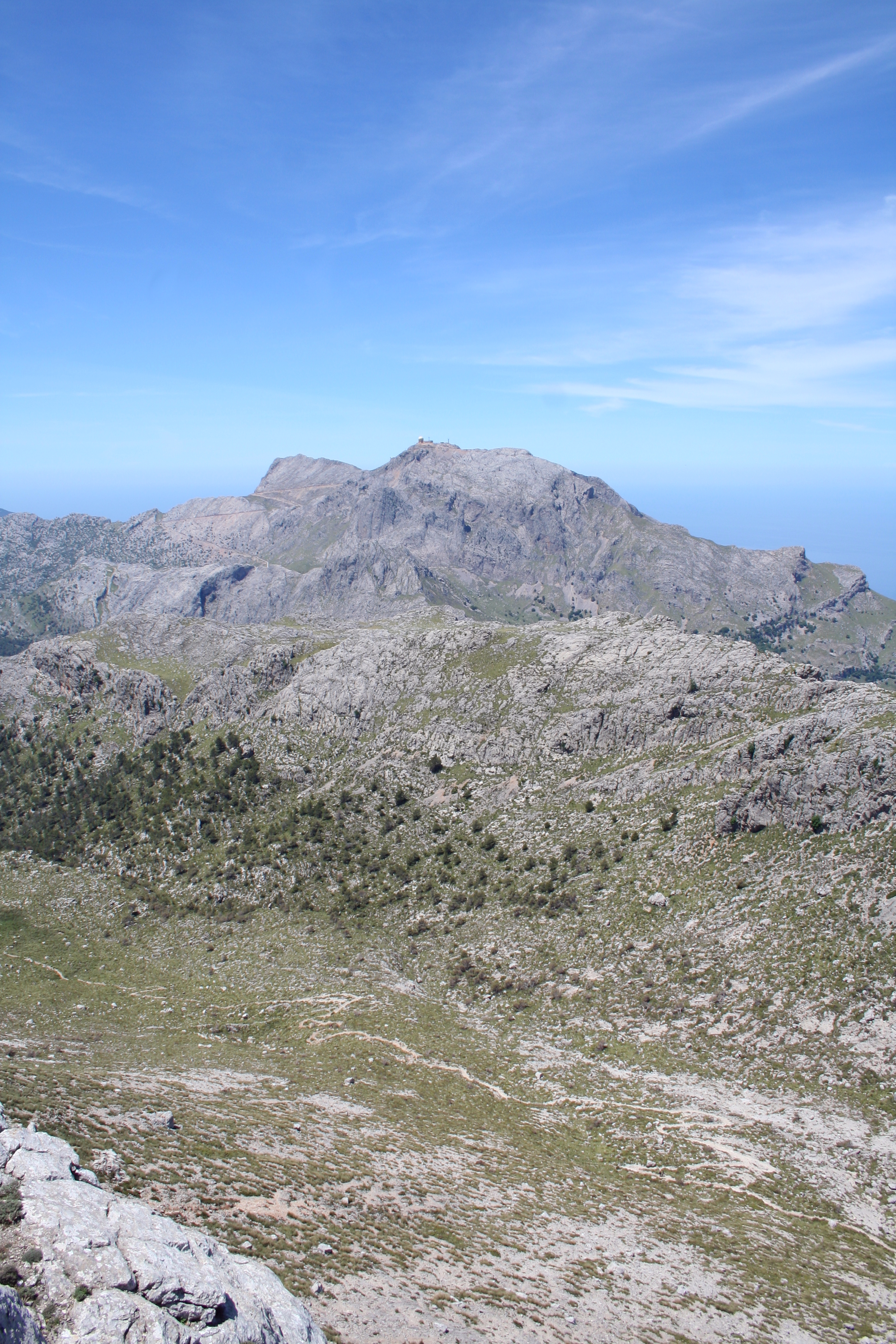

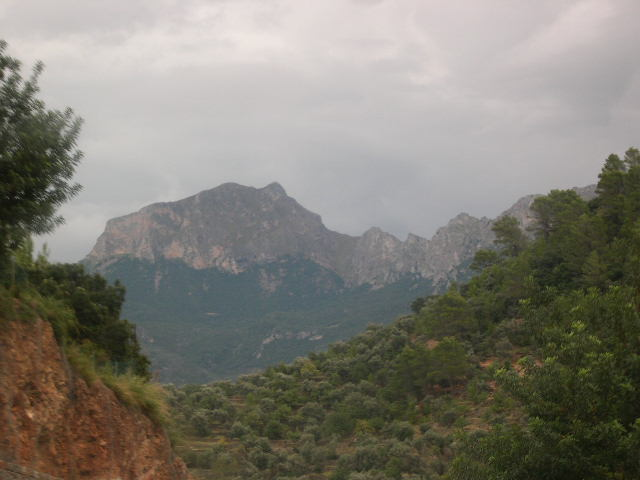

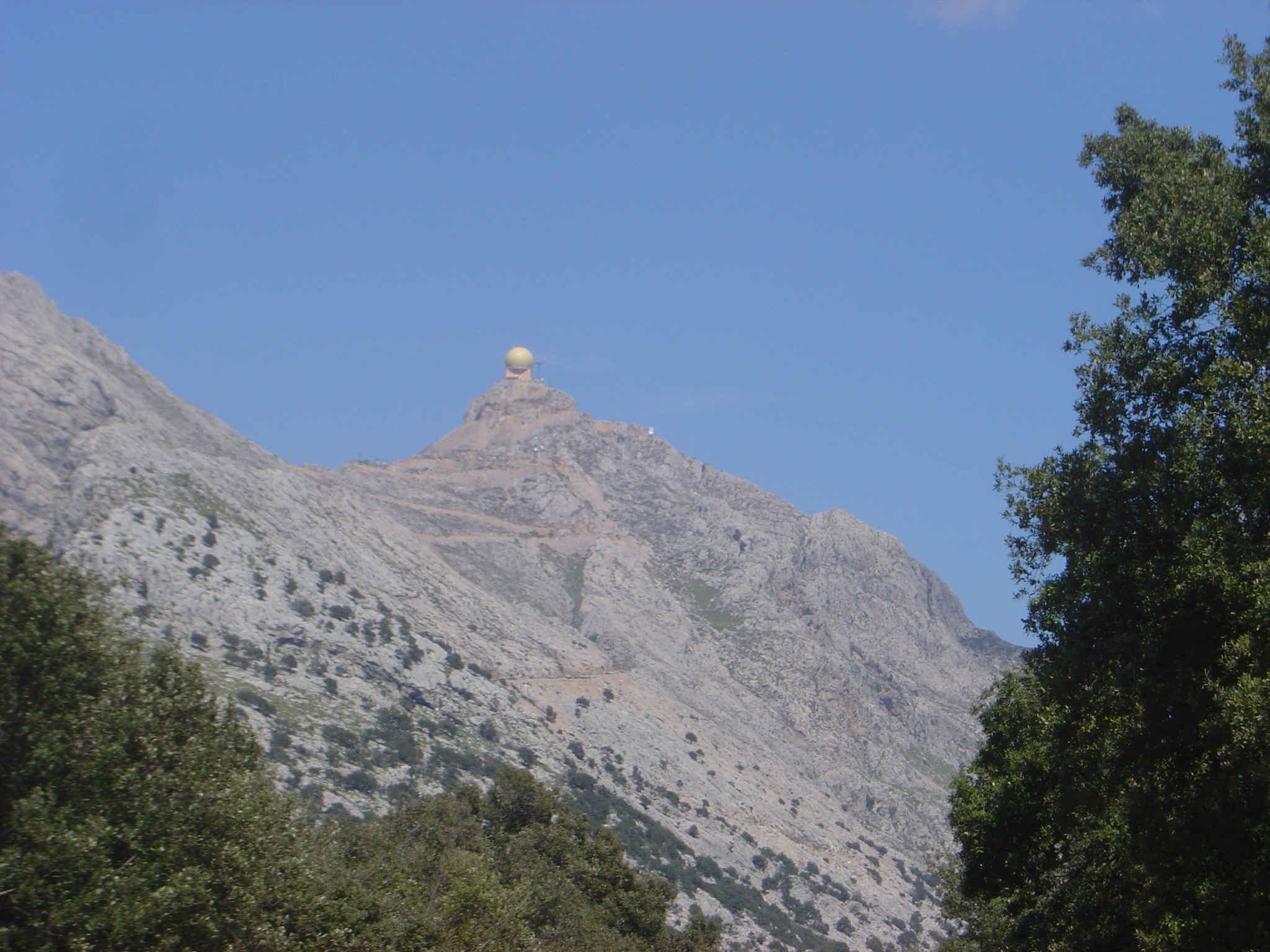

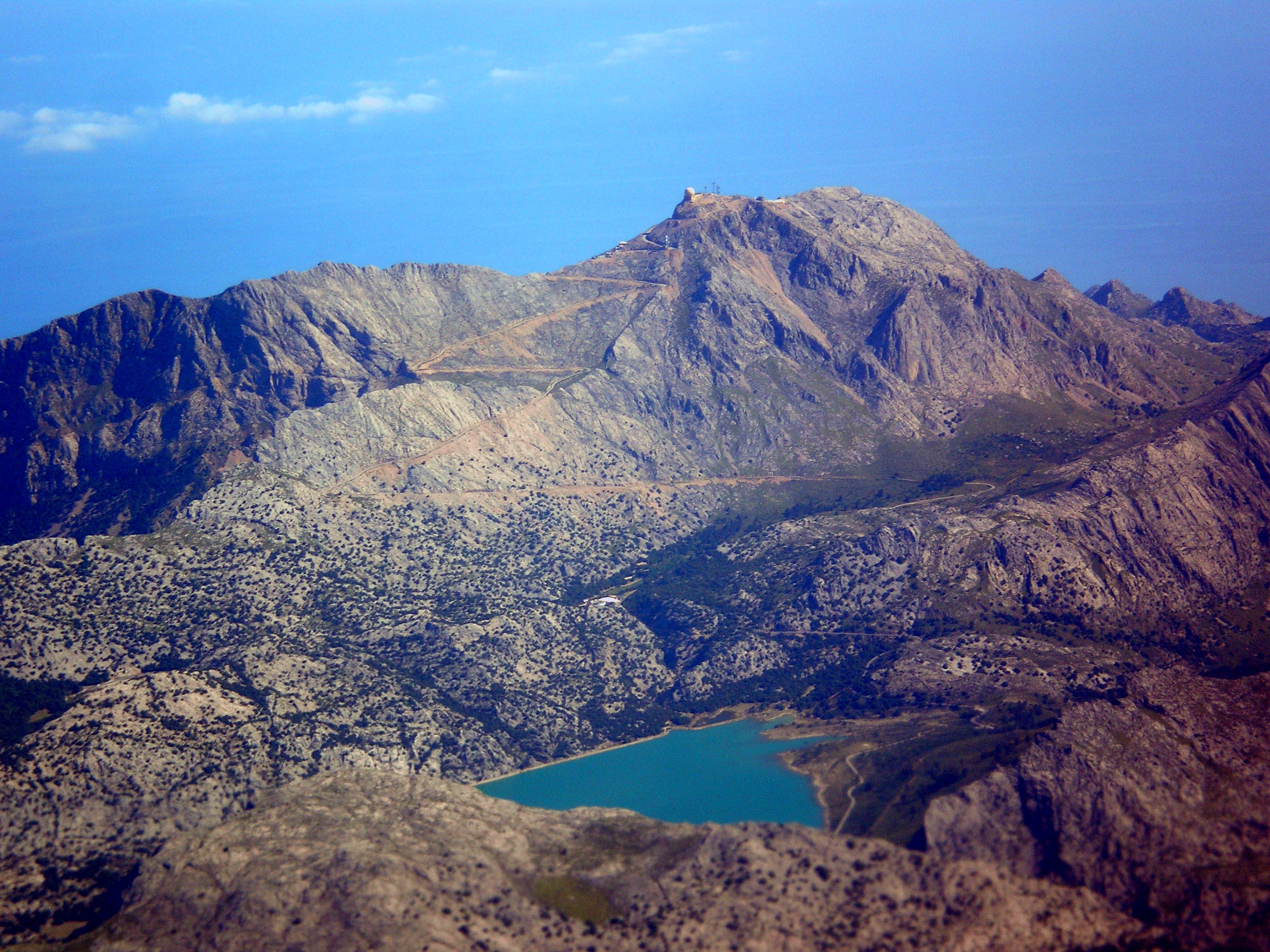

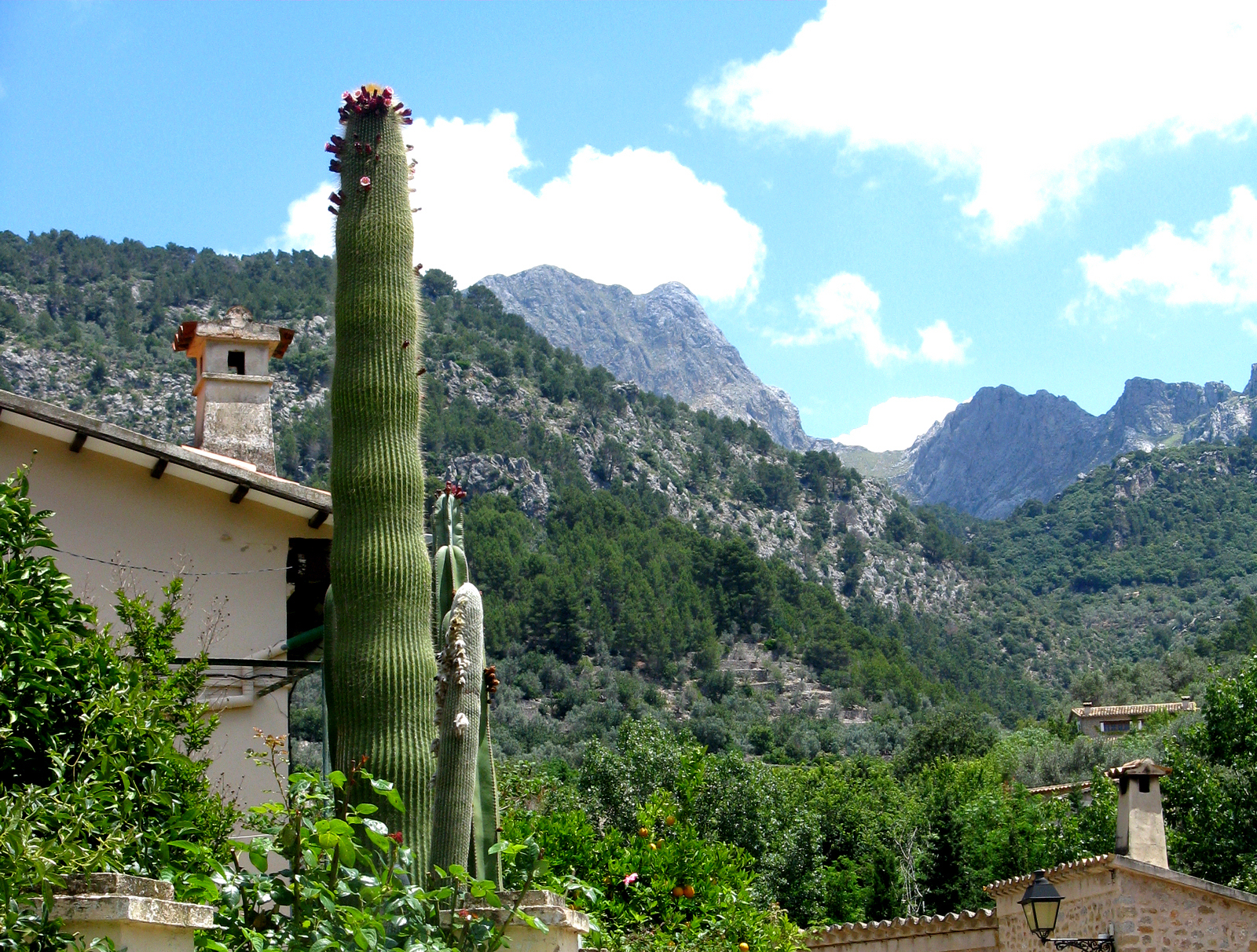

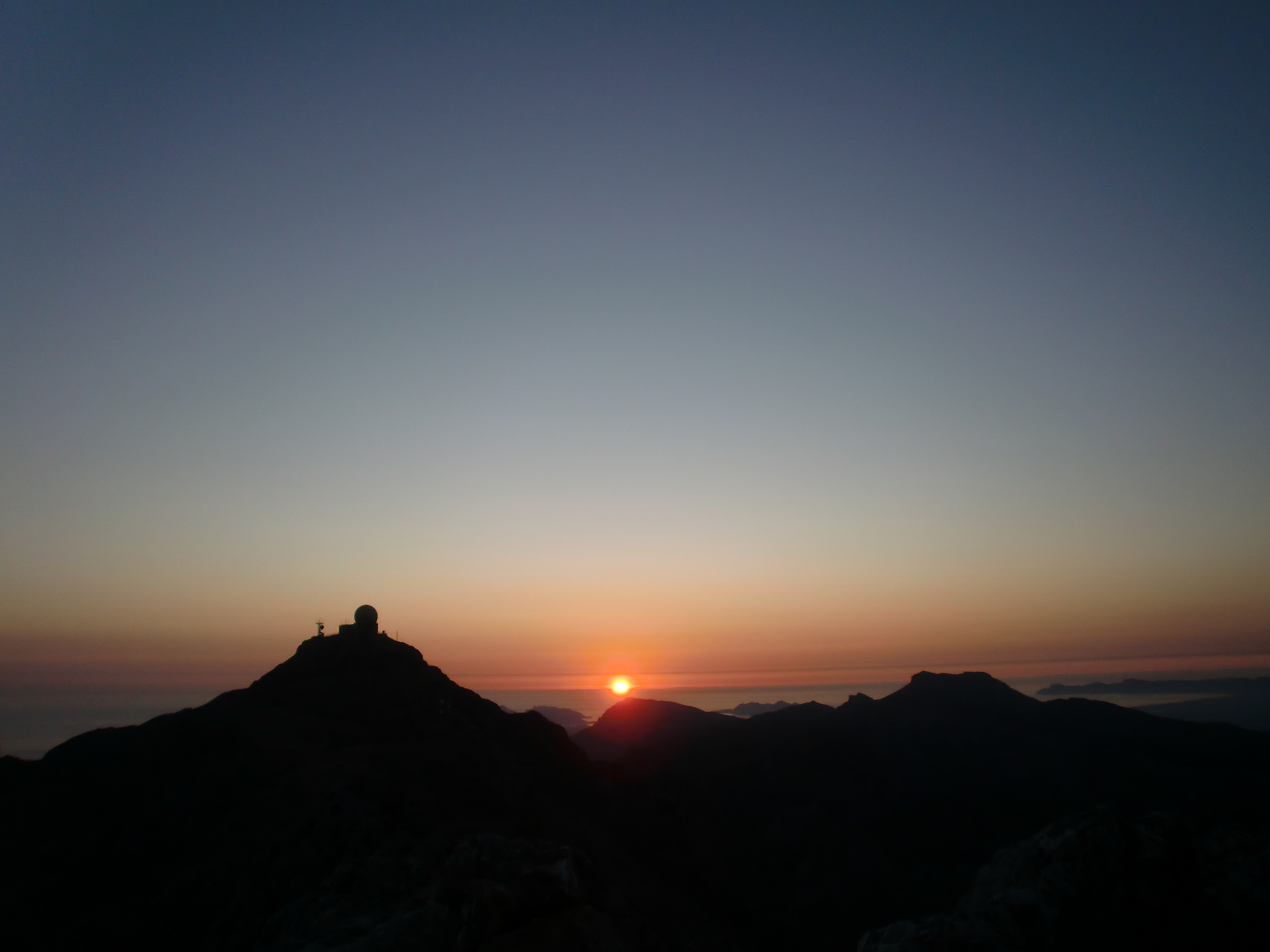

馬佐爾峰（西班牙語：Puig Major），是西班牙的山峰，位於巴利阿里群島的馬略卡島，屬於特拉蒙塔納山脈的一部分，海拔高度1,445米，山體由石灰岩組成。